# Yukihiko Sato
Yukihiko Sato (Shizuoka, 11 mei 1976) is een Japans voetballer.

## Carrière
Yukihiko Sato speelde tussen 1995 en 2008 voor Shimizu S-Pulse, Montedio Yamagata, FC Tokyo, Yokohama F. Marinos, Kashiwa Reysol en Vegalta Sendai. Hij tekende in 2009 bij V-Varen Nagasaki.